# Egidio Ianella
Egidio Ianella (1922 – Buenos Aires, 30 dicembre 2000) è stato un economista argentino. Fu per tre volte Presidente della Banca Centrale della Repubblica Argentina (BCRA).

## Biografia
Egidio Ianella iniziò la sua carriera presso la BCRA nel 1939. Nel 1953 si trasferì negli Stati Uniti e fu il primo studioso argentino a lavorare presso l'ufficio di Washington del Centro per gli studi monetari dell'America latina (CEMLA) creato nel 1952 all'Avana. Nel 1955 fu presidente della "Caja Nacional de Ahorro y Seguro" e dal 1972 al 1977 fu vicepresidente del Banco Federal Argentino
Il 25 giugno del 1969 iniziò il suo primo mandato in qualità di Presidente della Banca Centrale della Repubblica Argentina (BCRA). Ebbe altri due incarichi, uno di circa un anno dal 1 giugno 1981 al 2 luglio 1982 e il terzo che durò meno di un mese, dal 24 novembre 1989 al 20 dicembre 1989.
Fu il fondatore di VISA Argentina e ne diventò il presidente nel 1983.